# Osaka Metro
Osaka Metro (大阪メトロ Ōsaka Metoro) là một hệ thống metro tại Vùng đô thị Osaka của Nhật Bản, được vận hành bởi Osaka Metro Company, Ltd. Hệ thống phục vụ thành phố Osaka và các thành phố lân cận Higashiosaka, Kadoma, Moriguchi, Sakai, Suita, và Yao. Osaka Metro tạo thành một phần không thể thiếu trong mạng lưới giao thông công cộng quy mô rộng lớn tại vùng đô thị Osaka (thuộc khu vực Kansai), với 123 trên tổng số 1.108 nhà ga đường sắt (2007) trên toàn vùng Osaka-Kobe-Kyoto. Vào năm 2010, khu vực đô thị Osaka đã đón 13 triệu lượt hành khách sử dụng giao thông đường sắt hàng ngày, trong đó hệ thống Tàu điện ngầm Thành phố Osaka (tên gọi khi đó của Osaka Metro) đã chiếm tới 2,29 triệu.
Osaka Metro là hệ thống tàu điện ngầm duy nhất tại Nhật Bản được phân loại theo luật là một hệ thống xe điện mặt đất, trong khi mọi hệ thống tàu điện ngầm khác tại Nhật Bản đều được phân loại là đường sắt thông thường. Bất chấp điều này, nó vẫn có tất cả những đặc trưng của một hệ thống metro hoàn chỉnh.

## Tổng quan
Dịch vụ đầu tiên của mạng lưới, Tuyến Midōsuji từ Umeda tới Shinsaibashi, được mở cửa vào năm 1933. Là tuyến đường huyết mạch trên trục bắc-nam, đây là tuyến lâu đời và bận rộn nhất trên toàn mạng lưới. Cả tuyến Midōsuji và tuyến Chūō, tuyến đường chính trên trục đông-tây, sau này đều được mở rộng lần lượt lên phía bắc và phía đông. Các đoạn mở rộng này được sở hữu bởi những công ty đường sắt khác, nhưng cả Osaka Metro và những đơn vị tư nhân này vẫn vận hành các đoàn tàu riêng chạy trực thông qua hai đoạn.
Trong số những tuyến còn lại trong hệ thống, các tuyến Yotsubashi, Tanimachi, và Sennichimae là các tuyến hoàn toàn độc lập, không có dịch vụ trực thông. Trường hợp ngoại lệ duy nhất là Tuyến Sakaisuji với những chuyến tàu trực thông tới các tuyến hiện có của Đường sắt Hankyu và là tuyến duy nhất vận hành dịch vụ tàu trực thông tới các tuyến đường sắt hiện tại có kết nối với mạng lưới đường sắt quốc gia. Do vậy, tuyến này không tương thích với phần còn lại của mạng lưới.
Gần như mọi nhà ga đều được đánh mã số định danh bằng chữ và số, trong đó phần chữ cái dùng để thể hiện tuyến được nhà ga phục vụ và phần số dùng để chỉ vị trí tương đối của nhà ga trên tuyến đó. Ví dụ, Ga Higobashi trên Tuyến Yotsubashi còn có thể được gọi bằng mã số Y12. Thông báo song ngữ Nhật-Anh tự động trên tất cả các chuyến tàu đều có nhắc tới mã số này, cũng như thông tin về các cơ sở kinh doanh địa phương gần nhà ga. Chỉ có các nhà ga của Hankyu được phục vụ bởi Tuyến Sakaisuji là không tuân theo quy ước này.

### Quản lý
Mạng lưới được vận hành bởi một công ty cổ phần với tên giao dịch Osaka Metro Company, Ltd. Osaka Metro Co. là thực thể kế nhiệm trực tiếp theo luật pháp của Cục Giao thông Thành phố Osaka, đơn vị từng vận hành hệ thống tàu điện ngầm với tên gọi Tàu điện ngầm Thành phố Osaka; dưới sự quản lý của Cục, hệ thống tàu điện ngầm đã từng là mạng lưới tàu điện ngầm lâu đời nhất được vận hành bởi một cơ quan công vụ tại Nhật Bản, khi đã hoạt động từ năm 1933. Đề xuất cổ phần hóa hệ thống tàu điện ngầm Osaka đã được gửi tới chính quyền thành phố vào tháng 2 năm 2013 và được chấp thuận chính thức vào năm 2017. Lý do đề xuất này được đưa ra là để thu hút các nhà đầu tư tư nhân tới Osaka, giúp vực dậy nền kinh tế của thành phố này. Osaka Metro Co. được thành lập ngày 1 tháng 6 năm 2017, sau đó tiếp quản quyền vận hành vào ngày 1 tháng 4 năm 2018.
Osaka Metro Co. còn hoạt động toàn bộ hệ thống xe buýt thành phố tại Osaka, thông qua công ty con Osaka City Bus Corporation.

## Các tuyến
Hiện tại Osaka Metro đang có 8 tuyến, với chiều dài đường ray 133,1 kilômét (82,7 mi) và 124 nhà ga; ngoài ra còn có một tuyến hệ thống vận chuyển hành khách tự động có tên là "New Tram", với chiều dài 7,9 kilômét (4,9 mi) và 10 nhà ga.
| Màu tuyến                                                                               | Biểu tượng                                                                              | Số tuyến                                                                                | Tên                                                                                     | Tiếng Nhật                                                                              | Mở cửa                                                                                  | Mở rộng gần đây nhất                                                                    | Chiều dài          | Số ga      | Chiều dài đoàn tàu |
| --------------------------------------------------------------------------------------- | --------------------------------------------------------------------------------------- | --------------------------------------------------------------------------------------- | --------------------------------------------------------------------------------------- | --------------------------------------------------------------------------------------- | --------------------------------------------------------------------------------------- | --------------------------------------------------------------------------------------- | ------------------ | ---------- | ------------------ |
| Đỏ                                                                                      | align="center"                                                                          | Thông qua quyền sử dụng đường ray                                                       | Tuyến Kitakyū Namboku                                                                   | 北大阪急行電鉄                                                                          | 1970                                                                                    | 2024                                                                                    | 8,4 km (5,2 mi)    | 6          | 10 toa             |
| Đỏ                                                                                      | align="center"                                                                          | Tuyến 1                                                                                 | Tuyến Midōsuji                                                                          | 御堂筋線                                                                                | 1933                                                                                    | 1987                                                                                    | 24,5 km (15,2 mi)  | 20         | 10 toa             |
| Tím                                                                                     | align="center"                                                                          | Tuyến 2                                                                                 | Tuyến Tanimachi                                                                         | 谷町線                                                                                  | 1967                                                                                    | 1983                                                                                    | 28,1 km (17,5 mi)  | 26         | 6 toa              |
| Xanh lam                                                                                | align="center"                                                                          | Tuyến 3                                                                                 | Tuyến Yotsubashi                                                                        | 四つ橋線                                                                                | 1942                                                                                    | 1972                                                                                    | 11,4 km (7,1 mi)   | 11         | 6 toa              |
| Xanh lá                                                                                 | align="center"                                                                          | Tuyến 4                                                                                 | Tuyến Chūō (Yumehanna)                                                                  | 中央線                                                                                  | 1997                                                                                    | 2025                                                                                    | 5,6 km (3,5 mi)    | 3          | 6 toa              |
| Xanh lá                                                                                 | align="center"                                                                          | Tuyến 4                                                                                 | Tuyến Chūō (Yumehanna)                                                                  | 中央線                                                                                  | 1961                                                                                    | 1985                                                                                    | 15,5 km (9,6 mi)   | 13         | 6 toa              |
| Xanh lá                                                                                 | align="center"                                                                          | Thông qua quyền sử dụng đường ray                                                       | Tuyến Keihanna (Yumehanna)                                                              | 近鉄けいはんな線                                                                        | 1986                                                                                    | 2006                                                                                    | 18,8 km (11,7 mi)  | 8          | 6 toa              |
| Hồng                                                                                    | align="center"                                                                          | Tuyến 5                                                                                 | Tuyến Sennichimae                                                                       | 千日前線                                                                                | 1969                                                                                    | 1981                                                                                    | 12,6 km (7,8 mi)   | 14         | 4 toa              |
| Nâu                                                                                     | align="center"                                                                          | Thông qua quyền sử dụng đường ray                                                       | Tuyến Hankyu Senri                                                                      | 阪急千里線                                                                              | 1969                                                                                    | –                                                                                       | 13,6 km (8,5 mi)   | 11         | 8 toa              |
| Nâu                                                                                     | align="center"                                                                          | Thông qua quyền sử dụng đường ray                                                       | Tuyến Hankyu Kyoto Chính                                                                | 阪急京都本線                                                                            | 1969                                                                                    | –                                                                                       | 41,1 km (25,5 mi)  | 22         | 8 toa              |
| Nâu                                                                                     | align="center"                                                                          | Tuyến 6                                                                                 | Tuyến Sakaisuji                                                                         | 堺筋線                                                                                  | 1969                                                                                    | 1993                                                                                    | 8,5 km (5,3 mi)    | 10         | 8 toa              |
| Vàng chanh                                                                              | align="center"                                                                          | Tuyến 7                                                                                 | Tuyến Nagahori Tsurumi-ryokuchi                                                         | 長堀鶴見緑地線                                                                          | 1990                                                                                    | 1997                                                                                    | 15,0 km (9,3 mi)   | 17         | 4 toa              |
| Cam                                                                                     | align="center"                                                                          | Tuyến 8                                                                                 | Tuyến Imazatosuji                                                                       | 今里筋線                                                                                | 2006                                                                                    | –                                                                                       | 11,9 km (7,4 mi)   | 11         | 4 toa              |
| TỔNG CỘNG                                                                               | TỔNG CỘNG                                                                               | TỔNG CỘNG                                                                               | TỔNG CỘNG                                                                               | TỔNG CỘNG                                                                               | TỔNG CỘNG                                                                               | TỔNG CỘNG                                                                               | Tổng chiều dài     | Tổng số ga |                    |
| TỔNG CỘNG (Hệ thống tàu điện ngầm – không bao gồm các đoạn có quyền sử dụng đường ray): | TỔNG CỘNG (Hệ thống tàu điện ngầm – không bao gồm các đoạn có quyền sử dụng đường ray): | TỔNG CỘNG (Hệ thống tàu điện ngầm – không bao gồm các đoạn có quyền sử dụng đường ray): | TỔNG CỘNG (Hệ thống tàu điện ngầm – không bao gồm các đoạn có quyền sử dụng đường ray): | TỔNG CỘNG (Hệ thống tàu điện ngầm – không bao gồm các đoạn có quyền sử dụng đường ray): | TỔNG CỘNG (Hệ thống tàu điện ngầm – không bao gồm các đoạn có quyền sử dụng đường ray): | TỔNG CỘNG (Hệ thống tàu điện ngầm – không bao gồm các đoạn có quyền sử dụng đường ray): | 133,1 km (82,7 mi) | 124        |                    |
| Hệ thống tàu điện ngầm bao gồm các đoạn có quyền sử dụng đường ray:                     | Hệ thống tàu điện ngầm bao gồm các đoạn có quyền sử dụng đường ray:                     | Hệ thống tàu điện ngầm bao gồm các đoạn có quyền sử dụng đường ray:                     | Hệ thống tàu điện ngầm bao gồm các đoạn có quyền sử dụng đường ray:                     | Hệ thống tàu điện ngầm bao gồm các đoạn có quyền sử dụng đường ray:                     | Hệ thống tàu điện ngầm bao gồm các đoạn có quyền sử dụng đường ray:                     | Hệ thống tàu điện ngầm bao gồm các đoạn có quyền sử dụng đường ray:                     | 157,8 km (98,1 mi) | 136        |                    |
| Hệ thống vận chuyển hành khách tự động                                                  |                                                                                         |                                                                                         |                                                                                         |                                                                                         |                                                                                         |                                                                                         |                    |            |                    |
| Xanh lam nhạt                                                                           |                                                                                         | New Tram                                                                                | Tuyến Nankō Port Town                                                                   | 南港ポートタウン線                                                                      | 1997                                                                                    | –                                                                                       | 0,7 km (0,43 mi)   | 1          | 4 cars             |
| Xanh lam nhạt                                                                           | 1981                                                                                    | New Tram                                                                                | Tuyến Nankō Port Town                                                                   | 南港ポートタウン線                                                                      | 2005                                                                                    | 7,2 km (4,5 mi)                                                                         | 9                  |            | 4 cars             |
| TỔNG CỘNG (Hệ thống tàu điện ngầm, bao gồm tuyến vận chuyển hành khách tự động):        | TỔNG CỘNG (Hệ thống tàu điện ngầm, bao gồm tuyến vận chuyển hành khách tự động):        | TỔNG CỘNG (Hệ thống tàu điện ngầm, bao gồm tuyến vận chuyển hành khách tự động):        | TỔNG CỘNG (Hệ thống tàu điện ngầm, bao gồm tuyến vận chuyển hành khách tự động):        | TỔNG CỘNG (Hệ thống tàu điện ngầm, bao gồm tuyến vận chuyển hành khách tự động):        | TỔNG CỘNG (Hệ thống tàu điện ngầm, bao gồm tuyến vận chuyển hành khách tự động):        | TỔNG CỘNG (Hệ thống tàu điện ngầm, bao gồm tuyến vận chuyển hành khách tự động):        | 141 km (88 mi)     | 134        |                    |

Ghi chú bảng
1. ↑  Bao gồm Ga Esaka
2. ↑  Đoạn giữa Ga Yumeshima và Ga Ōsakakō được sở hữu bởi Osaka Port Transport System
3. ↑  Bao gồm Ga Ōsakakō
4. ↑  Đoạn từ Ga Ōsakakō đến Ga Nagata
5. ↑  Bao gồm Ga Nagata
6. ↑  Bao gồm Ga Tenjimbashisuji Rokuchōme
7. ↑  Toàn bộ các đoàn tàu trực thông vào Tuyến Sakaisuji đều dài 8 toa. Những đoàn tàu trên các tuyến của Hankyu dừng tại Hankyu Umeda có thể dài 7 hoặc 8 toa.
8. ↑  Đoạn từ Ga Awaji đến Ga Kawaramachi
9. ↑  Bao gồm Ga Awaji
10. ↑  Đoạn từ Ga Cosmosquare đến Ga Trade Center-mae được sở hữu bởi Osaka Port Transport System
11. ↑  Bao gồm Ga Trade Center-mae
12. ↑  >Đoạn từ Ga Trade Center-mae đến Ga Suminoekoen

### Các tuyến và đoạn mở rộng trong tương lai
Ngoài ra còn có 5 đoạn mở rộng và 1 tuyến hoàn toàn mới đã được quy hoạch. Tuy nhiên, vào ngày 28 tháng 8 năm 2014, Cục Giao thông Thành phố Osaka mới chỉ họp bàn về việc tiến hành xây dựng đoạn mở rộng cho 5 trong 6 tuyến bên dưới, đồng thời cho biết xét theo chi phí hiện tại của các đoạn mở rộng mới (và cả khả năng tư nhân hóa tại thời điểm đó), chính quyền cũng cân nhắc sử dụng đường sắt nhẹ hoặc buýt nhanh để thay thế. Osaka Metro hiện đang thử nghiệm hệ thống xe buýt nhanh trên đoạn mở rộng của Tuyến Imazatosuji, trong đó dịch vụ “Imazato Liner” từ Imazato tới Yuzato-Rokuchōme dự kiến bắt đầu vào tháng 4 năm 2019.
Nhân dịp Osaka đăng cai tổ chức Expo 2025, một đoạn mở rộng về hướng tây bắc tới Yumeshima (địa điểm dự kiến tổ chức sự kiện) đã được khánh thành vào ngày 19 tháng 1 năm 2025, với tầm nhìn dài hạn tiếp tục mở rộng tới Sakurajima, phía bắc của khu giải trí Universal Studios Japan, thông qua Đảo Thể thao Maishima. Kế hoạch cho đoạn mở rộng này đã được lập khi Hầm Yumesaki giữa Cosmosquare và Yumeshima được xây dựng vào cuối thập niên 2000, nhưng tại thời điểm đó thì hòn đảo nhân tạo này mới chỉ có các cơ sở công nghiệp và 1 cửa hàng tiện lợi cho công nhân làm việc tại đây, khiến khả năng trúng thầu đăng cai của thành phố không cao, và kế hoạch mở rộng khó có thể được tiến hành.
| Màu tuyến  | Biểu tượng     | Số tuyến | Tên                                 | Điểm bắt đầu     | Điểm cuối                          | Chiều dài                  |
| ---------- | -------------- | -------- | ----------------------------------- | ---------------- | ---------------------------------- | -------------------------- |
|            | align="center" | Tuyến 3  | Tuyến Yotsubashi                    | Nishi-Umeda      | Jūsō, sau đó có thể tới Shin-Ōsaka | 2,9 km (1,8 mi) (tới Jūsō) |
|            | align="center" | Tuyến 4  | Tuyến Chūō                          | Yumeshima        | Sakurajima                         | (TBD)                      |
| Morinomiya | align="center" | Tuyến 4  | Tuyến Chūō                          | Depot Morinomiya | 0,8 km (0,50 mi)                   |                            |
|            | align="center" | Tuyến 5  | Tuyến Sennichimae                   | Minami-Tatsumi   | về hướng Mito                      | (TBD)                      |
|            | align="center" | Tuyến 7  | Tuyến Nagahori Tsurumi-ryokuchi     | Taishō           | Tsurumachi Yonchōme (vùng lân cận) | 5,5 km (3,4 mi)            |
|            | align="center" | Tuyến 8  | Tuyến Imazatosuji                   | Imazato          | Yuzato Rokuchōme                   | 6,7 km (4,2 mi)            |
| (TBD)      | -              | Tuyến 9  | Tuyến Shikitsu–Nagayoshi (tạm thời) | Suminoekōen      | Kire-Uriwari                       | 6,9 km (4,3 mi)            |

## Giá vé

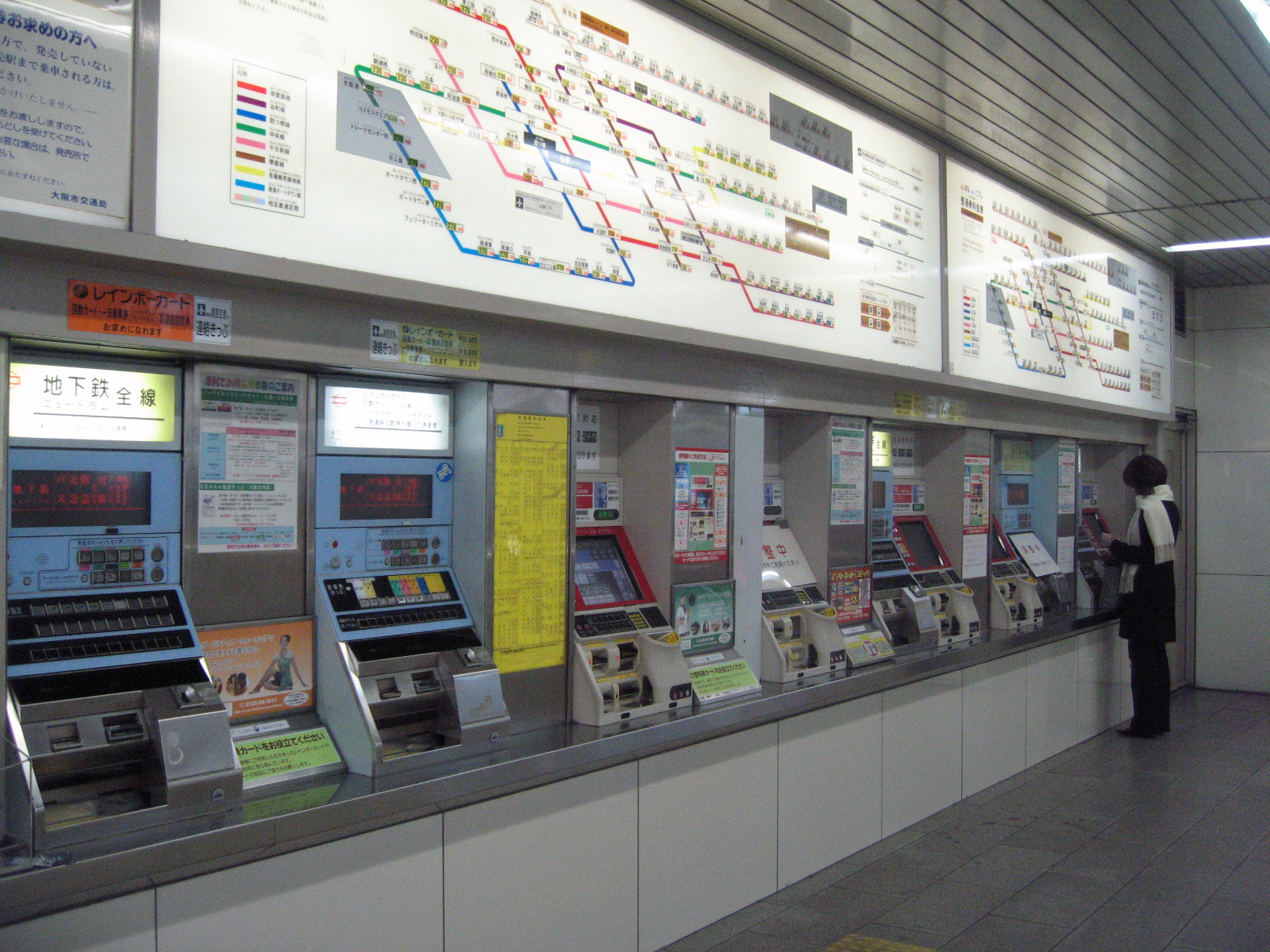
Máy bán vé và bản đồ giá vé tại Ga Shinsaibashi

Osaka Metro thu phí vé lượt theo 5 cấp, dựa trên quãng đường di chuyển mỗi hành trình. Ngoài ra còn có một số hình thức giảm giá vé.
| Quãng đường di chuyển | Giá vé (JPY) | Giá vé (JPY) |
| Quãng đường di chuyển | Người lớn    | Trẻ em       |
| --------------------- | ------------ | ------------ |
| 1–3 km                | ¥190         | 0¥100        |
| 4–7 km                | ¥240         | ¥120         |
| 8–13 km               | ¥290         | ¥150         |
| 14–19 km              | ¥340         | ¥170         |
| 20–25 km              | ¥390         | ¥200         |

## Tai nạn
Vào ngày 8 tháng 4 năm 1970, một vụ nổ khí ga đã xảy ra trong quá trình xây dựng một đoạn mở rộng của Tuyến Tanimachi tại Ga Tenjimbashisuji Rokuchōme, khiến 79 người thiệt mạng và 420 người bị thương. Khí ga bị rò rỉ ra khắp đường hầm từ một đoạn khớp nối ống bị lỏng, sau đó phát nổ khi động cơ của một chiếc xe sửa chữa phát ra tia lửa điện, tạo nên cột lửa cao hơn 10 mét (33 ft) đốt cháy khoảng 30 tòa nhà và gây hư hại hoặc phá hủy tổng cộng 495 tòa nhà.